# Minheim
Minheim este o comună din landul Renania-Palatinat, Germania.